# Justicia bradeana
Justicia bradeana är en akantusväxtart som beskrevs av Profice. Justicia bradeana ingår i släktet Justicia och familjen akantusväxter. Inga underarter finns listade i Catalogue of Life.